# Preprekovo proljeće
Preprekovo proljeće je tradicijska, književno-pjesnička manifestacija Hrvata u Vojvodini. Manifestacija je pokrajinskog značaja. Jedina je manifestacija u Novom Sadu s hrvatskim predznakom. Održava se od 2009. godine.
Zove se po Stanislavu Prepreku. Održava se svake godine počam od 2009. godine. Organizira ga Hrvatsko kulturno-umjetničko-prosvjetno društvo Stanislav Preprek iz Novoga Sada.
Svake godine izlazi zbornik pjesama čitanih na Preprekovom proljeću. Sva je izdanja pjesme izabrao i uredio Marijan Piljić. Do danas su sudjelovali pjesnici Jelisaveta Buljovčić, Branka Dačević, Manda Jakšić, Marko Kljajić, Bosiljko Kostić, Marija Lovrić, Danijela Lukinović, Mila Markov Španović, Mladen Franjo Nikšić, Miroslav Cakić, Marijan Piljić, Mladen Šimić, Ana Marija Kaluđerović i Mila Markov Španović.
Zbirka poezije je zbirka svih članova udruge, odnosno njene literarne sekcije. Uvijek se u zbirci pojavi i nekoliko gostiju iz drugih udruga te onih iz matice. Zbirka se promovira na ovoj manifestaciji na dan rođenja Stanislava Prepreka.